# Xanthoparmelia namaquensis
Xanthoparmelia namaquensis är en lavart som beskrevs av Hale. Xanthoparmelia namaquensis ingår i släktet Xanthoparmelia och familjen Parmeliaceae.   Inga underarter finns listade i Catalogue of Life.